# Canal Andalucía Turismo
Canal Andalucía Turismo és un canal de televisió andalús gestionat per la RTVA.
Ofereix una programació cultural que pretén fomentar el turisme per les vuit províncies d'Andalusia. Va començar a emetre exclusivament a través d'internet a la seva pàgina web. També pot ser sintonitzat en directe a Andalusia a través de plataformes de diversos operadors locals de televisió.

## Programació
Està basada, en l'emissió de redifusions de programes divulgatius i culturals que prèviament han estat emesos a Canal Sur i que tenen com a objectiu la promoció de les atraccions turístiques d'Andalusia. Alguns dels programes que s'emeten al canal són Diez Razones o Andalucía Turismo, ambdós de producció pròpia de la Radio i Televisió d'Andalucia.